# کاندیدو کاررا
کاندیدو کاررا (انگلیسی: Cándido Carrera؛ زادهٔ ۲۴ مارس ۱۹۸۰) نقشه خوان اهل اسپانیا است.
کاررا هم اکنون به عنوان کمک راننده راننده هم وطن خود دنی سوردو در رالی قهرمانی جهان فعالیت میکند.

### حرفه رالی
کاررا اولین حضور خود در رالی قهرمانی جهان را در رالی کاتالونیا ۲۰۱۰ انجام داد. در ژوئیه ۲۰۲۱، دنی سوردو، برنده سه مسابقه رالی، کاررا را به عنوان کمک راننده جدید خود معرفی کرد و جایگزین هموطن بورجا روزادا شد.